# دينيس كالينكوف
دينيس كالينكوف (بالرومانية: Denis Calincov)‏ (مواليد 15 سبتمبر 1985 في كيشيناو) لاعب كرة قدم مولدوفي دولي يجيد اللعب في خط الوسط . يلعب حاليا لصالح نادي خازار لانكاران الأذربيجاني منذ 2009 .

## روابط خارجية
- دينيس كالينكوف على موقع قاعدة بيانات كرة القدم.إي يو (الإنجليزية)
- دينيس كالينكوف على موقع ناشيونال فوتبول تيمز (الإنجليزية)
- دينيس كالينكوف على موقع Soccerway.com (الإنجليزية)